# Didó Sotiríou
Didó Sotiríou (grec moderne : Διδώ Σωτηρίου, turc : Dido Sotiriyu), née le 18 février 1909 et décédée le 23 septembre 2004, est une femme de lettres et une journaliste grecque.

## Biographie
Didó Sotiríou est née le 18 février 1909 à Aydın, ville d'Asie Mineure de l'Empire ottoman . À partir de 1936, elle devient journaliste; elle travaillera pour plusieurs organes de presse, dont le journal Ριζοσπάστης à partir de 1944, la revue artistique Επιθεώρηση Τέχνης et le quotidien de gauche I Avgí.
Durant l'occupation de la Grèce pendant la Seconde Guerre mondiale, elle adhère au Parti communiste et entre dans la résistance.
Elle publie son premier roman, Les morts attendent, en 1959. Il sera suivi d’Électre en 1961, et de son chef-d'œuvre D'un jardin d'Anatolie, également connu sous le titre Terres de sang, paru en 1962, réédité soixante-cinq fois en Grèce et traduit en six langues.

## Œuvres

### Romans
- Les morts attendent (1959)
- Élektra (1961), H&O  (ISBN 978-2-845-47362-1), sur Iléktra Apostólou (1912-1944)
- D'un jardin d'Anatolie , ou Terres de sang (1962)